# Argyropelecus lychnus
Argyropelecus lychnus es una especie de pez del género Argyropelecus.

## Descripción
Cuenta con 9 radios blandos dorsales, 12 radios blandos anales, 35-37 vértebras, 10 radios branquiostegales, ausencia de espinas dorsales y anales. Cuenta con dos espinas postabdominales dirigidas ventralmente, mide aproximadamente 7 cm de longitud (2,75 pulgadas). Presenta una especie de vegija natatoria en su cuerpo.

## Distribución y hábitat
Se distribuye por la parte del Pacífico occidental, en Papúa Nueva Guinea y Nueva Zelanda. En el Pacífico oriental, sur de la Columbia Británica, Canadá hasta el estado de California y al sur de los Estados Unidos. También Reportado en Costa Rica. Especie marina batipelágica cuyo rango de profundidad es 150-700 m, pudiendo alcanzar los 900 m, donde se alimenta de copépodos.